# Verdienstmedaille für die Freiwilligen des Italienisch-Äthiopischen Krieges 1935–1936
Die Verdienstmedaille für die Freiwilligen des italienisch-Äthiopischen Krieges 1935–1936 (it. Medaglia di benemerenza per i volontari della Campagna in Africa Orientale 1935–1936) war eine Auszeichnung des Königreiches Italien, welche am 26. Oktober 1939 per Dekret Nr. 2163 durch König Viktor Emanuel III. für die freiwilligen Teilnehmer des Abessinienkriegs gestiftet wurde.

## Aussehen und Trageweise
Die bronzene Medaille zeigt auf ihrem Avers die rechts blickende Kopfbüste der Göttin Italia umschlossen von der Umschrift PER L´ITALIA (Für Italien). Das Revers zeigt hingegen mittig einen nackten Mann mit Blick in den Himmel gerichtet, der in seiner linken Hand einen runden römischen Schild hält und in seiner rechten ein nach außen gerichtetes Schwert. Hinter seinen rechten Arm ist eine zum Sohn aufblickende Mutter abgebildet, die den Arm umschließt. Umschlossen wird diese Symbolik von der Umschrift .VOLONTARI.DI.GVERRA.A.O.I.. (Freiwillige des Krieges in Ostafrika). Getragen wurde die Medaille an der linken oberen Brustseite des Beliehenen an einem malinoroten Bande, in dessen Mitte ein blau-schwarz-blau-schwarz-blauer Mittelstreifen eingewebt ist.